# メアリー・リンカーン・クルーム
メアリー・エイダ・リンカーン・クルーム（Mary Ada Lincoln Crume, 1775年 - 1832年頃）は、アメリカ合衆国大統領エイブラハム・リンカーンの叔母。

## 生い立ち
バージニア州オーガスタ郡（現ロッキンガム郡）リンビルクリークで、エイブラハム・リンカーンとその妻バスシバ・ヘリング・リンカーン（1742年頃 - 1836年）の第3子として生まれた。母方の祖父はリンビルクリークのアレクサンダー・ヘリング（1708年頃 - 1778年）、祖母はアビゲイル・ハリソン・ヘリング（1710年頃 - 1780年頃）。モルデカイ、ジョサイア（1773年頃生）、メアリー、トーマス、ナンシー（1780年生）の5人きょうだいである。6歳の時、家族が土地を売却し、ケンタッキー州ジェファーソン郡に引っ越した。

## 結婚と子供
最初、ダニエル・クルーム（1758年1月27日 - 1824年9月16日）の2番目の妻となった。1791年頃には結婚しており、1801年に離婚した。この結婚は公的に記録されていないが、確かとされている。2人の娘がいた。サラ・クルーム・ハスティ（1792年1月25日 - 1879年7月7日）とエリザベス・W・クルーム・デイヴィス（1794年 - 1880年8月2日）である。1917年12月17日付の『ブルックヴィル・スター』は、エリザベス・クルームがエイブラハム・リンカーンの従姉妹ということを示している。
次いで、ダニエル・クルームの甥ラルフ・クルーム・ジュニアと1801年8月5日に結婚した。3人の子供がいた。Dr.ウィリアム・コックス・クルーム（1804年4月7日 - 1883年11月下旬）、アン・クルーム（1805年 - ?）、ラルフ・リンカーン・クルーム（1809年 - 1890年後半）である。死後、ケンタッキー州ブリッケンリッジ郡クルーム谷の墓地に埋葬された。

## 関連文献
- Burlingame, Michael. Abraham Lincoln: A Life. Baltimore: Johns Hopkins UP, 2008. Chapter 1.
- Dodd, Jordan. Kentucky Marriages, 1802-1850 [database on-line]. Provo, UT, USA: Ancestry.com Operations Inc., 1997.
- Donald, David Herbert. Lincoln. New York: Simon & Schuster, 1996.Chapter 1.
- Gladow, Diane and Dean. Updated Crume Family Information. Feb 2010.
- Gladow, Diane McAdams. "A Journey of Voices: Stewards of the Land." College Station, Texas: VirtualBookworm.com, 2012.
- Harrison, John Houston (1935). Settlers By the Long Grey Trail. Dayton VA: Joseph K. Ruebush. pp. 282–286, 349–351.
- Indiana Magazine of History. By George Streibe Cottman, Indiana University Dept. of History, Christopher Bush Coleman, Indiana State Library, Indiana Historical Society, Published by Indiana University, Dept. of History, 1937.
- McMurty, R. Gerald. A Series of Monographs Concerning the Lincolns and Hardin County, Kentucky. Elizabethtown, KY: Enterprise, 1938, pgs. 1 and 18.
- McMurty, Robert Gerald. The Kentucky Lincolns on Mill Creek. Published by Department of Lincolniana, Lincoln Memorial university, 1939.
- Pollard, Jeanette Carrier. Our American Roots/Carriers/Pollards. 21 June 2001.Web. 25 Jan 2011.
- Radcliff/Ft. Knox Tourism & Convention Commission. Abraham Lincoln Bicentennial Celebration.
- Warren, Louis Austin, ed. “Lincoln’s Aunt Mary.” The Lincoln Kinsman. No. 41. Dec 1941.
- Wayland, John W. (1987 reprint). The Lincolns in Virginia. Harrisonburg VA: C.J. Carrier. pp. 24–57.
- Whitney, Henry Clay. The Life of Lincoln. Baker & Taylor Company, 1908, pg 8.